# (11773) Schouten
(11773) Schouten est un astéroïde de la ceinture principale.

## Description
(11773) Schouten est un astéroïde de la ceinture principale. Il est découvert le 17 octobre 1977 à l'observatoire Palomar par Cornelis Johannes van Houten, Ingrid van Houten-Groeneveld et Tom Gehrels. Il présente une orbite caractérisée par un demi-grand axe de 2,74 UA, une excentricité de 0,13 et une inclinaison de 7,5° par rapport à l'écliptique.

## Compléments